# 남양주양지초등학교
남양주양지초등학교는 대한민국 경기도 남양주시에 있는 공립 초등학교이다.

## 학교 연혁
- 1997년 7월 30일: 남양주양지초등학교 설립 인가.
- 1998년 9월 1일: 개교.
- 1999년 3월 1일: 병설유치원 개원.

## 참고 자료
- 남양주양지초등학교 - 한국교육학술정보원 학교알리미